# اوله راطی
اوله راطی (اوکراینی: Олег Борисович Ратій؛ زادهٔ ۵ ژوئیهٔ ۱۹۷۰) بازیکن فوتبال اهل اتحاد جماهیر شوروی سوسیالیستی است.
از باشگاه‌هایی که در آن بازی کرده‌است می‌توان به باشگاه فوتبال متالورگ زاپروژیا اشاره کرد.